# Соединённый поезд
Соединённый поезд — поезд, составленный из двух и более сцепленных между собой поездов. Согласно ПТЭ, одним из условий соединённого поезда является наличие в голове каждого поезда действующих локомотивов (у сформированного соединённого поезда они будут располагаться в голове и середине), однако зачастую локомотивы могут располагаться и в хвосте (не путать с толкачом) сформированного поезда, также существуют соединённые поезда, составленные из МВПС. Не стоит путать соединённые поезда (спаренные поезда) с применением кратной тяги (сдвоенные поезда), когда несколько локомотивов, причём нередко распределённых по длине поезда, ведут один, но большой состав.
Преимуществом спаривания поездов перед сдваиванием является отсутствие необходимости маневровых работ связанных с разъединением и объединением поездов с перестановкой локомотивов с головы поезда в его вторую часть.

## Применение
Применение соединённых поездов часто практикуется как мера форсирования пропускной способности линии на период ремонтных и строительных работ. Также возможна постоянная эксплуатация соединённых поездов для увеличения провозной способности участка. В этом случае в графике движения предусматриваются специальные расписания. Формирование и разделение соединённых поездов производится, как правило, на перегоне и при определённых условиях, в частности на российских железных дорогах запрещено формирование пассажирских соединённых поездов в тёмное время суток на уклонах круче 4 ‰. Локомотивные бригады всех локомотивов поезда подчиняются исключительно машинисту головного локомотива, который передаёт команды остальным машинистам по радиосвязи либо звуковыми сигналами (гудками тифона). Также существуют системы по управлению локомотивами поезда по СМЕ посредством телемеханики.

### Грузовые соединённые поезда
Постоянное применение грузовых соединённых поездов позволяет повысить их вес, который зачастую ограничен числом вагонов в составе, а оно, в свою очередь, зависит от максимальной длины приёмо-отправочных путей станций на направлении. Таким образом, вес соединённых поездов на направлении может быть удвоен или утроен, по сравнению с обычной весовой нормой, и достигать 16 тысяч тонн и выше; при электровозной тяге вес соединённого поезда ограничен устройствами электроснабжения.
При сосредоточении локомотивов в голове и середине поезда соединённые поезда, будучи тяжеловесными и длинносоставными, требуют более высокого мастерства от машинистов, нежели обычные поезда. В частности, из-за неправильного управления тягой на локомотивах второго или третьего поездов возможно выдавливание вагонов (так это произошло 26 января 2011 года на Московской железной дороге). В связи с этим в депо часто проводят специальные курсы по обучению машинистов на вождение соединённых поездов. Однако при грамотном управлении, используя высокую кинетическую массу поезда, сдвоенным поездом можно перевезти груза больше и выгодней, нежели несколькими поездами, его составляющими, по отдельности. Проблемой соединённых грузовых поездов является то, что их формирование и расформировывание занимают значительное время, в течение которого оказывается занят перегон, помимо этого, практически ни одна станция на линии в ряде случаев не способна полностью разместить такой поезд, что зачастую приводит к корректировке расписания и маршрута следования других поездов, особенно на однопутных линиях.

### Пассажирские соединённые поезда

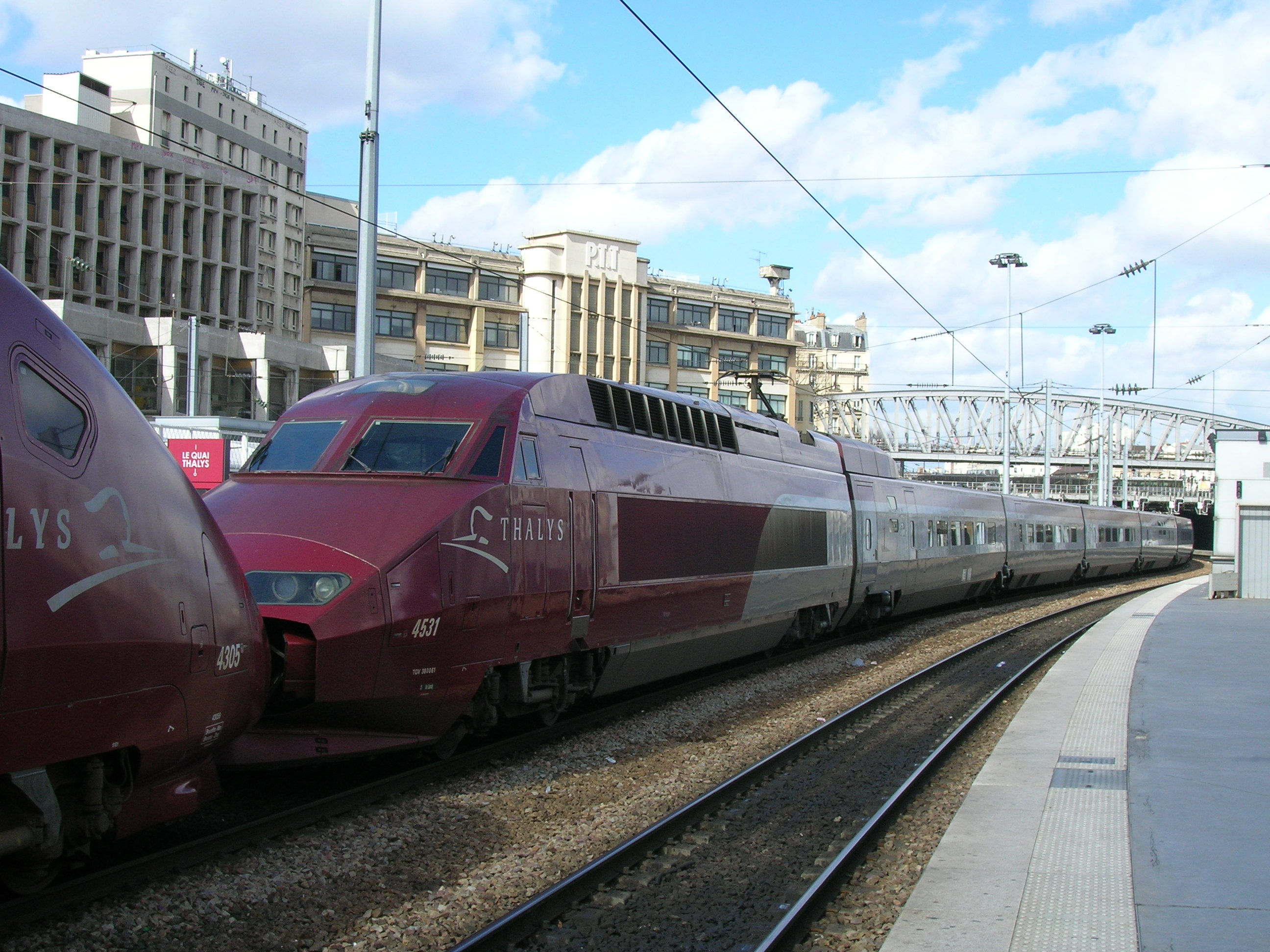
Соединённый поезд из электропоездов TGV: PBA и RBKA

Сдвоенные пассажирские поезда дальнего следования на российских железных дорогах применяются лишь при строительных и ремонтных работах на линии, в постоянной же эксплуатации практически не встречаются из-за повышенной длины — около 40 вагонов, что влечёт за собой увеличение длины пассажирских платформ. Однако такая форма эксплуатации весьма распространена во многих других странах. Так, во Франции на высокоскоростных магистралях сети TGV работают соединённые поезда, составленные из нескольких электропоездов. Так на линии LGV Est работают поезда из двух двухэтажных TGV Duplex либо из TGV Duplex и какого-либо одноэтажного (PSE, Atlantique или Réseau).
В то же время весьма предпочтительно применение сдвоенных пригородных поездов. Уже ранний моторвагонный подвижной состав, особенно первые электропоезда, можно считать соединённым поездом, так как его составляющие, например электросекции (на электропоездах), могут работать самостоятельно. Благодаря этому применялось секционирование пригородных поездов, когда в утренние и вечерние часы пик число вагонов в поездах повышают до максимума, а в непиковое время уменьшают. Также возможен учёт неравномерности пассажиропотока по расстояниям, то есть, чем дальше от города, тем меньше в поезде пассажиров. В этом случае МВПС из нескольких секций следовал до некой промежуточной станции, на которой далее разделялся на два самостоятельных состава, один из которых следовал далее, а другой обычным поездом возвращался в город. В связи с переходом заводов от выпуска электросекций на выпуск электропоездов (с С на ЭР1), на которых электросекции стали лишь учётными, возможность секционирования пригородных поездов была утрачена. Однако к ней вернулись в 1970-е—1980-е, но на сей раз соединённые пригородные поезда формировали из двух электропоездов, при этом работающих по СМЕ. Примером может служить маршрут Ленинград—Сиверская—Луга, на котором соединённый 20-вагонный электропоезд следовал до станции Сиверская, где расцеплялся на два 10-вагонных, один из которых ехал в Лугу, а другой — в Ленинград, при этом на линии был продлён ряд пассажирских платформ. Схожая схема использовалась и на линии Ленинград—Выборг, но на сей раз сдвоенный электропоезд следовал по маршруту Ланская—Лазаревка, на которых электропоезда сцеплялись и расцеплялись, а в Ленинград и Выборг прибывали уже по отдельности. На отдельных электропоездах, ранее работавших на этих направлениях, и по сей день можно увидеть жоксы для соединения цепей управления.
Когда у двух пригородных поездов маршруты следования на значительной части совпадают, но после разделяются, оба поезда следуют на этой части маршрута сдвоенным поездом, а после расцепляются. Примером могут служить пригородные поезда, следующие по маршруту Выборг—Каменногорск—Хийтола и Выборг—Каменногорск—Светогорск (каждый из этих поездов состоит из тепловоза М62 и двух пассажирских вагонов), которые от Выборга до Каменногорска следуют соединёнными в единый поезд (например № 6011/6013), после чего в Каменногорске расцепляются и разъезжаются: один — в Светогорск, а другой — в Хийтолу.